# Time Well Wasted
Time Well Wasted é o quarto álbum de estúdio do artista country norte-americano Brad Paisley. Foi lançado em 16 de agosto de 2005 pela Arista Nashville. Foi escolhido como o "Álbum do Ano" pela Country Music Association e certificado como dupla platina pela RIAA e como ouro pela Music Canada.

## Lista de faixas
| N.º | Título                                                          | Compositor(es)                                     | Duração |  |
| 1.  | "The World"                                                     | Brad Paisley · Kelley Lovelace · Lee Thomas Miller | 4:01    |  |
| 2.  | "Alcohol"                                                       | Paisley                                            | 4:52    |  |
| 3.  | "Waitin' on a Woman"                                            | Don Sampson · Wynn Varble                          | 4:32    |  |
| 4.  | "I'll Take You Back"                                            | Paisley · Robert Arthur · Tim Owens                | 4:23    |  |
| 5.  | "She's Everything"                                              | Paisley · Wil Nance                                | 4:26    |  |
| 6.  | "You Need a Man Around Here"                                    | Paisley · Lovelace                                 | 3:33    |  |
| 7.  | "Out in the Parkin' Lot" (dueto com Alan Jackson)               | Guy Clark · Darrell Scott                          | 4:43    |  |
| 8.  | "Rainin' You"                                                   | Paisley · Owens                                    | 4:16    |  |
| 9.  | "Flowers"                                                       | Paisley · Miller · Chris DuBois                    | 3:50    |  |
| 10. | "Love Is Never-Ending"                                          | John Goodwin · Bobby Terry                         | 3:58    |  |
| 11. | "Uncloudy Day"                                                  | Rev. J. Alwood                                     | 0:53    |  |
| 12. | "When I Get Where I'm Going" (dueto com Dolly Parton)           | Rivers Rutherford · George Teren                   | 4:08    |  |
| 13. | "Easy Money"                                                    | Paisley                                            | 4:14    |  |
| 14. | "Time Warp" (instrumental)                                      | Paisley · Frank Rogers                             | 3:56    |  |
| 15. | "Time Well Wasted"                                              | Lovelace · Ashley Gorley                           | 3:56    |  |
| 16. | "Cornography" (comédia com James Burton e Kung Pao Buckaroos)   | Paisley · Rogers · Peter Tilden                    | 3:56    |  |
| 17. | "Outtake 1" (faixa escondida)                                   |                                                    | 0:15    |  |
| 18. | "Outtake 2" (faixa escondida)                                   |                                                    | 0:13    |  |
| 19. | "Outtake 3" (faixa escondida)                                   |                                                    | 0:35    |  |
| 20. | "Outtake 4" (faixa escondida)                                   |                                                    | 0:34    |  |
| 21. | "Shatner Says Goodbye" (faixa escondida, feat. William Shatner) |                                                    | 0:27    |  |